# 반성면
반성면(班城面)은 대한제국시대의 행정구역이다. 분면 이후에도 아래 지역을 묶어 부르는 말로 쓰인다.
- 일반성면(一班城面)
- 이반성면(二班城面)

## 같이 보기
- 제목에 "반성면" 항목을 포함한 모든 문서

| Disambiguation icon | 이 문서는 명칭이 같고 같은 종류에 속하는 여러 대상을 연결하는 색인 문서입니다. |